# Lotnisko Żar

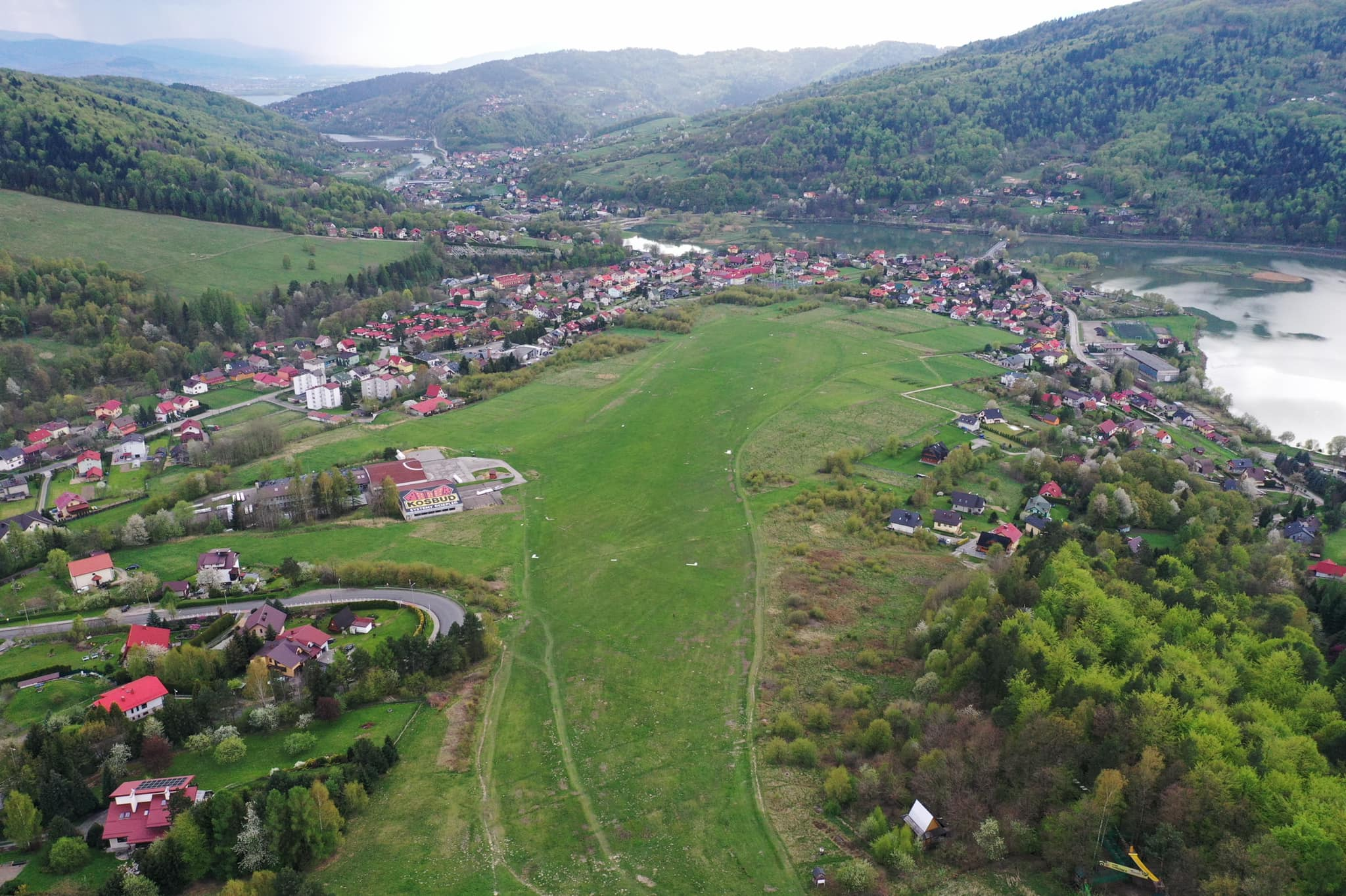
Lotnisko Żar

Lotnisko Żar (kod ICAO: EPZR) – lotnisko sportowe położone u stóp Góry Żar w Międzybrodziu Żywieckim, przy Górskiej Szkole Szybowcowej, ok. 9 km na wschód od Bielska-Białej oraz ok. 12 km na północ od Żywca.
Posiada pasy trawiaste długości około 380 m i 440 m nachylone pod kątem 5° w części dolnej i 12° powyżej hangarów. Lądowanie wykonuje się zawsze pod stok. Brak miejsca na krąg 4-zakrętowy. Ze względu na specyfikę lotniska i ograniczone możliwości podejścia, zaleca się przestudiowanie instrukcji (w bibliografii artykułu).

## Historia
W roku 1936 z inicjatywy Ligi Obrony Powietrznej i Przeciwgazowej na szczycie powstało lotnisko szybowcowe. W 1947 u podnóża góry zbudowano lotnisko dla samolotów holujących szybowce (ich lądowanie na szczycie było zabronione). W latach 1971–1979 w masywie góry Żar zbudowano elektrownię szczytowo-pompową (Elektrownia Porąbka-Żar), w tym zbiornik wodny na szczycie, co spowodowało likwidację lotniska na szczycie i jego przeniesienie na obecne miejsce, łącząc z lotniskiem dla samolotów.